# Federazione pallavolistica della Giordania
La Federazione giordana di pallavolo (eng. Jordan Volleyball Federation, ara. الاتحاد الاردني للكرة الطائرة, JVF) è un'organizzazione fondata per governare la pratica della pallavolo in Giordania.
Organizza il campionato maschile e femminile, e pone sotto la propria egida la nazionale maschile e femminile.
Ha aderito alla FIVB nel 1970.